# Visszajelzés (film)
A Visszajelzés (eredeti cím: Обратная связь, magyaros átírással Obratnaja szvjaz) 1977-ben bemutatott szovjet filmdráma, amelyet Viktor Tregubovics rendezett. Az élőszereplős játékfilm forgatókönyvét Alekszandr Gelman írta, a zenéjét Alekszej Ribnyikov szerezte. A mozifilm a Lenfilm Studio gyártásában készült.
A Szovjetunióban 1978. április 17-én, Magyarországon 1979. október 11-én mutatták be a mozikban.

## Szereplők
| Szereplő                           | Színész               | Magyar hang        |
| ---------------------------------- | --------------------- | ------------------ |
| Leonyid Alekszandrovics Szakulin   | Oleg Jankovszkij      | Ujréti László      |
| Ignat Makszimovics Nurkov          | Mihail Uljanov        | Szirtes Ádám       |
| Margarita Illarionovna Vjaznyikova | Ljudmila Gurcsenko    | Földi Teri         |
| Rolan Matvejevics Lonszakov        | Igor Vlagyimirov      | Deák Sándor        |
| Vlagyimir Boriszovics Okunyev      | Kirill Lavrov         | Mécs Károly        |
| Gleb Valerianovics Artyuskin       | Igor Dmitrijev        | Szatmári István    |
| Tyimonin                           | Vszevolod Kuznyecov   | Inke László        |
| Pavel Nyikolajevics Koznakov       | Mihail Pogorzselszkij | Benkő Gyula        |
| Viktor Grigorevics Ablov           | Dmitrij Krivcov       | Végvári Tamás      |
| Vera Vasziljevna                   | Jelena Sztavrogina    | Borbás Gabi        |
| Petrova                            | Valentina Talizina    | Sunyovszky Szilvia |
| Anna Alekszejevna Medvegyeva       | Natalja Gundareva     | Hámori Ildikó      |
| Kuharenko                          | Nyikolaj Szityin      | Somogyvári Pál     |
| Ismeretlen szereplő                | Ismeretlen szereplő   | Zenthe Ferenc      |